# Truly Fine Citizen
Truly Fine Citizen är musikgruppen Moby Grapes fjärde studioalbum. Albumet gavs ut i juli 1969 av skivbolaget Columbia Records. Efter att ha slutfört albumet tog Moby Grape en paus till 1971 då de återförenades med Skip Spence och Bob Mosley.
Då Bob Mosleys lämnade Moby Grape, drog den återstående trioen till Nashville där de spelade in Truly Fine Citizen på bara tre dagar, med den legendariska Columbia Records-producenten Bob Johnston. Detta album uppfyllde bandets kontrakt med Columbia Records. Vid den tiden var bandet mitt i juridiska tvister med sin manager Matthew Katz, vilket resulterade i att vissa låtar skrivna av bandmedlemmar i stället krediterades deras road manager Tim Dell'Ara, för att motverka att Matthew Katz fick royalties av inspelningarna.

## Låtlista
Sida 1
1. "Changes, Circles Spinning" (Peter Lewis) – 2:27
2. "Looper" (Lewis) – 3:02
3. "Truly Fine Citizen" (Tim Dell'Ara) – 1:47
4. "Beautiful Is Beautiful" (Dell'Ara) – 2:29
5. "Love Song" (Dell'Ara) – 2:22

Sida 2
1. "Right Before My Eyes" (Lewis) – 2:02
2. "Open Up Your Heart" (Dell'Ara) – 2:36
3. "Now I Know High" (Lewis) – 6:10
4. "Treat Me Bad" (Dell'Ara) – 2:17
5. "Tongue-Tied" (Jerry Miller, Skip Spence) – 2:01
6. "Love Song, Part Two" (Dell'Ara) – 2:41

Bonusspår på CD-utgåvan från 2007
1. "Rounder" (live) (Spence) – 2:02
2. "Miller’s Blues" (live) (Miller, Bob Mosley) – 6:06
3. "Changes" (live) (Miller, Don Stevenson) – 4:17
4. "Skip’s Song" ("Seeing"-demo) (Spence) – 3:26
5. "Looper" (demo) (Lewis) – 2:06
6. "Soul Stew" (instrumental) (Mosley) – 2:18
7. "Cockatoo Blues" ("Tongue-Tied"-demo) (Miller, Spence) – 3:41

## Medverkande
Musiker (Moby Grape-medlemmar)
- Peter Lewis – rytmgitarr, sång
- Jerry Miller – sologitarr, sång
- Don Stevenson – trummor, sång

Bidragande musiker
- Bob Moore – basgitarr

Produktion
- Bob Johnston – producent
- David Rubinson – producent (spår 12–18)
- Neil Wilburn – ljudtekniker
- Eric Schon – omslagsdesign
- Ron Coro – omslagsdesign
- Al Clayton – foto